# مولادی
مولادی (به لاتین: Muladi) یک منطقهٔ مسکونی در بنگلادش است که در ناحیه باریسال واقع شده‌است. مولادی ۲۶۱٫۰۲ کیلومتر مربع مساحت و ۱۷۴٬۷۷۵ نفر جمعیت دارد.